# Mont Cervin, Antarktis
Mont Cervin är ett berg i Antarktis. Det ligger i Östantarktis. Frankrike gör anspråk på området. Toppen på Mont Cervin är 30 meter över havet.
Terrängen runt Mont Cervin är platt åt sydost, men åt sydväst är den kuperad. Havet är nära Mont Cervin norrut. Närmaste befolkade plats är Dumont d'Urville Station, 0,73 kilometer väster om Mont Cervin.